# Acrolytta
Acrolytta is een geslacht van kevers uit de familie oliekevers (Meloidae).
Het geslacht is voor het eerst wetenschappelijk beschreven in 1959 door Kaszab.

## Soorten
Het geslacht omvat de volgende soort:
- Acrolytta binotatithorax (Pic, 1927)